# 福岡市立草ヶ江小学校
福岡市立草ヶ江小学校（ふくおかしりつ くさがえしょうがっこう）は、福岡県福岡市中央区草香江二丁目にある公立小学校。
学校の住所は草香江であるが、小学校名は草ヶ江である。

## 歴史
- 大正14年 (1925年) - 草ヶ江尋常小学校開校
- 昭和16年 (1941年) - 草ヶ江国民学校に改称
- 昭和22年 (1947年) - 福岡市立草ヶ江小学校に改称
- 昭和27年 (1952年) - 福岡市立鳥飼小学校を分離
- 昭和33年 (1958年) - 福岡市立田島小学校（1979年に福岡市立笹丘小学校に名称変更）を分離
- 平成24年 (2012年) - ご校区ヒーロー『グラスサイダー』がデビューする。

## 校勢
2024年6月10日現在
- 学級数 - 単式学級27学級、特別支援学級5学級
- 児童数 - 899名
- 職員数 - 42名

## 通学区域
以下の中央区の各地域。
- 草香江1,2丁目
- 谷1,2丁目
- 六本松1-4丁目
- 城内11番

中央区の西端部の福岡市地下鉄七隈線六本松駅周辺部の市街地を校区とする。学校は六本松駅から約400m西側の樋井川右岸部に位置し、対岸は城南区となる。
中学校は隣の城南区にある城西中学校の校区。

### 校区が隣接する小学校
- 福岡市立南当仁小学校
- 福岡市立赤坂小学校
- 福岡市立笹丘小学校
- 福岡市立鳥飼小学校

### 校区内の主な施設
- 草ヶ江幼稚園
- 福岡大学附属大濠中学校・高等学校
- NHK福岡放送局
- 福岡県護国神社
- 谷公園・福岡陸軍墓地
- 福岡市地下鉄七隈線 六本松駅

## 校歌
1962年制定
- 作詞：持田勝穂
- 作曲：安永武一郎

## 特徴
- 二宮金次郎の石像が設置されている。

## グラスサイダー
2012年に行われた秋の祭りでデビューした、草ヶ江小学校のご校区ヒーローである。上半身は校章をモチーフとしたデザインであり、ベルトのバックルには友情を表す握手が、手の甲には子供の笑顔がデザインされている。草ヶ江小学区から出るとエネルギーを失ってしまう。デビュー当初は地域住民からはあまり受けがよくなかったが、現在ではPTAの永久副会長となっており、小学校の入学式や運動会などのイベントにも登場している。

## 主な出身者
- 相川良太 - プロ野球選手（オリックス・バファローズ）
- 佐藤天彦 - 本校卒業の将棋棋士
- トン・ニーノ - 本校に在学していた歌手。4人組パフォーマンス音楽ユニットT-Pistonz+KMCのボーカル。
- ヒロシ・ドット - 本校に在学していた歌手。4人組パフォーマンス音楽ユニットT-Pistonz+KMCのサイドボーカル。
- 宇佐元恭一[6] - 本校卒業のシンガーソングライター
- 小松政夫[7] - 本校卒業のタレント